# Figlsdorf
Figlsdorf ist ein Gemeindeteil des Marktes Nandlstadt im Landkreis Freising in Oberbayern. Im Ort gibt es 98 Einwohner (Stand: Juni 2023). Bis zum 1. Januar 1972 war Figlsdorf eine Gemeinde.

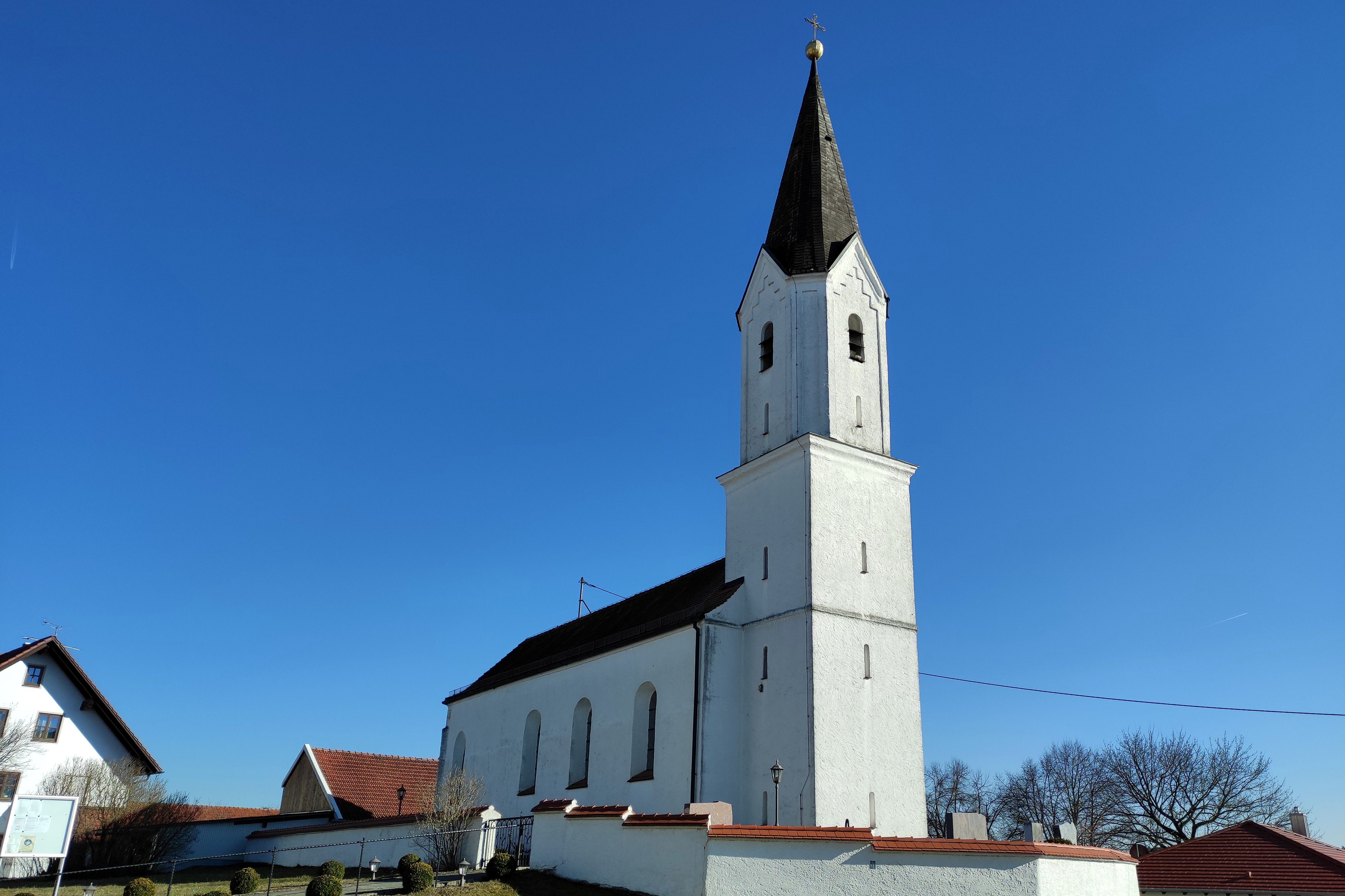
Filialkirche St. Leonhard

## Geographie
Das Kirchdorf liegt inmitten der Hallertau, etwa 20 Kilometer nordöstlich der Kreisstadt Freising auf 475 m ü. NHN.

## Geschichte
Der Ort wird 850 als Fitalesdorf („Dorf des Vitalis“) erstmals urkundlich erwähnt und war bis zum Beginn des 19. Jahrhunderts Sitz einer Obmannschaft im Landgericht Moosburg an der Isar des Herzogtums bzw. Kurfürstentums Bayern.
Bei der Filialkirche St. Leonhard in Figlsdorf handelt sich um einen romanisch-gotischen Saalbau mit Polygonalchor, Westturm und angefügter Sakristei, das Langhaus wurde im 19. Jahrhundert erneuert.
1818 erfolgte mit dem Gemeindeedikt die Gründung der Ruralgemeinde Figlsdorf. Zu ihr gehörten neben dem Hauptort und dem Kirchdorf Aiglsdorf auch Brudersdorf, Höllbauer, Holzen, Kitzberg, Kleinwolfersdorf, Meilendorf (früher Mailendorf), Riedglas, Riedhof, Wadensdorf (früher: Watterstorf) und Weihersdorf. Mit der Gebietsreform in Bayern wurde die Gemeinde Figlsdorf am 1. Januar 1972 Gemeindeteil des Marktes Nandlstadt.
Figlsdorf hatte einen Haltepunkt an der inzwischen stillgelegten Hallertauer Lokalbahn von Langenbach nach Enzelhausen.

## Baudenkmäler
Das Ortsbild wird geprägt von der Filialkirche St. Leonhard.